# Medios von Larissa
Medios (altgriechisch Μήδιος Mḗdios), Sohn des Oxythemis, war ein griechischer Admiral unter Alexander dem Großen. Er war ein gebürtiger Thessalier und entstammte der Fürstenfamilie von Larissa. Vermutlich war er ein Enkel des gleichnamigen Dynasten von Larissa.

## Leben
Über Medios’ Teilnahme an Alexanders Asienfeldzug ist fast nichts bekannt, obwohl er von Anfang an daran teilgenommen haben dürfte. Er wird lediglich 326 v. Chr. als einer der Trierarchen der Indusflotte genannt. Außerdem war er einer der adligen Berater und Gefolgsleute (Hetairoi) des Makedonenkönigs.
Erst in der letzten Lebenszeit Alexanders wird Medios von der Überlieferung mehr in den Blickpunkt gerückt. Plutarch beschreibt ihn als Schmeichler, der dem großen Eroberer böse Ratschläge erteilt habe. Ende Mai 323 v. Chr. veranstaltete Medios in Babylon ein Trinkgelage, an dem auch Alexander mit einigen Freunden teilnahm. Der König erkrankte unmittelbar darauf und starb knapp zwei Wochen später. Ein Gerücht in der Propaganda der folgenden Diadochenkriege unterstellte der Familie Antipaters, einen Mordanschlag gegen Alexander verübt zu haben. Antipaters Sohn Iolaos war der königliche Mundschenk und soll Alexander auf diesem Gelage Gift in den Wein gemischt haben. Diese Version wurde von späteren Autoren aufgegriffen und verbreitet. Auch Medios’ Name wurde mit dem angeblichen Mord in Verbindung gebracht. Arrian berichtet etwa, dass manche Historiker Medios als einen Liebhaber und Komplizen des Jolaos bezeichneten, obwohl der Verfasser der Anabasis selbst diesem sowie diversen anderen über Alexanders Todesumstände kursierenden Gerüchten keinen Glauben schenkt.
Nach Alexanders Tod kämpfte der Reichsverweser Perdikkas gegen eine Koalition von Diadochen und suchte Ägypten zu erobern. Da dessen Herrscher, Ptolemaios, vier Könige Zyperns zu Verbündeten gewinnen konnte, entsandte Perdikkas ein Geschwader gegen diese Insel. Der Befehlshaber der Flotte war der Rhodier Sosigenes, während Medios als Söldnerführer diente. Über den Ausgang des Unternehmens ist nichts überliefert.
Beim Versuch, ins Nilland einzudringen, wurde Perdikkas ermordet (321 v. Chr.). Nun stellte sich Medios in den Dienst des Antigonos Monophthalmos, für den er 314 v. Chr. in der Funktion eines Flottenbefehlshabers 36 feindliche – wahrscheinlich ägyptische – Schiffe besiegte.
313 v. Chr. bekämpfte Antigonos den Asandros und suchte dessen Satrapie Karien zu erobern. Er versprach den griechischen Städten Kariens die Freiheit und sandte ein Landheer unter Dokimos sowie eine Flotte unter Medios zur Einnahme von Milet, das in der karischen Nachbarsatrapie Lydien lag. Die beiden Befehlshaber des Antigonos gewannen die Bürger der Stadt für sich und eroberten die mit einer Besatzung versehene Burg. Anschließend erhielt Milet eine freie Verfassung. Nach dem Scheitern von Friedensgesprächen zwischen Antipaters Sohn Kassander und Antigonos suchte Ersterer seine Position in Griechenland militärisch zu stärken und begann mit der Belagerung der Stadt Oreos auf der Insel Euböa. Mit einer 100 Schiffe starken Flotte segelte Medios von Kleinasien aus nach Oreos, wo auch Telesphoros, ein Neffe des Antigonos, mit 20 weiteren Schiffen ankam. Die beiden Flottenführer attackierten gemeinsam das aus 30 Wasserfahrzeugen bestehende Geschwader des Kassander und zündeten es an. Einige Schiffe verbrannten, doch dann erhielt Kassander rechtzeitig Unterstützung aus Athen.
312 v. Chr. transportierte Medios auf 150 Kriegsschiffen die Armee des Ptolemaios, eines anderen Neffen des Antigonos, nach Böotien, um Kassander in Griechenland zu bekämpfen. Als sich die verfeindeten Truppen bei Chalkis gegenüberstanden, rief Antigonos den Medios mit seiner Flotte nach Kleinasien zurück, rückte gegen den Hellespont vor und wollte in Makedonien einmarschieren. Doch da er Byzanz nicht auf seine Seite ziehen konnte, musste er seinen Plan aufgeben und sich in die Winterquartiere begeben.
306 v. Chr. war Medios Flottenkommandant von Antigonos’ Sohn Demetrios Poliorketes in der Seeschlacht von Salamis auf Zypern. Er befehligte sieben phönizische Siebenruderer und 30 attische Vierruderer auf Demetrios’ linkem Flügel. In diesem Kampf wurde Ptolemaios I. geschlagen, der damit Zypern verlor. Aus einer Stelle in Plutarchs Biographie des Demetrios dürfte hervorgehen, dass Medios auch den erfolglosen Feldzug des Antigonos gegen Ägypten im gleichen Jahr mitmachte. 303/302 v. Chr. erhielt er in Athen eine Ehrung.
Laut dem Geographen Strabon betätigte sich Medios auch als Alexanderhistoriker. Felix Jacoby führt ihn in den Fragmenten der griechischen Historiker (FGrH) unter der Nummer 129.

## Weblink
- Medius of Larissa (englisch)